# Одружись зі мною, Ме Рі
Одружись зі мною, Ме Рі також відомий під назвою Ме Рі, де ти була всю ніч (кор. 매리는 외박중) — південнокорейський романтичний серіал що транслювався щопонеділка та щовівторка з 8 листопада по 28 грудня 2010 року на телеканалі KBS2.

## Сюжет
Вї Ме Рі, двадцятичотирирічна трохи наївна молода приваблива дівчина. Її мати сконала, а батько що раніше мав свій бізнес — збанкрутів. Не маючи змоги отримати добру освіту, Ме Рі заробляє на життя випадковими заробітками. Одного разу вона познайомилась з молодим волелюбним музикантом Кан Му Гьолем, навколо якого завжди крутиться безліч дівчат, але він надто цінує свою свободу і не готовий до серйозних відносин. Невдовзі між Му Гьолем та Ме Рі зав'язались дружні відносини, але в їхні стосунки втручається батько Ме Рі, який щоб виправити своє фінансове становище вирішив видати її заміж за сина свого впливового друга і підробивши її підпис зареєстрував шлюб. Ме Рі дуже любить свого батька, який є її єдиною близькою людиною, але в її плани зовсім не входить весілля з незнайомцем, тож вона вмовляє свого нового друга Му Гьоля вдавати що вони живуть разом. Загнаний в глухий кут кредиторами, батько Ме Рі вмовляє доньку спробувати пожити разом з Чон Іном, та зробити остаточний вибір через 100 днів. Де Хан сподівався що його донька втомилась від безгрошів'я, і швидко захопиться життям в багатстві та забуде Му Гьоля. Не бажаючи дурити голову Чон Іну, Ме Рі зізнається йому що погодилася на це тільки заради батька. Але приваблива дівчина надто сподобалася молодому бізнесмену, що він також прохає Ме Рі почекати з остаточною відповідю 100 днів. Але як зробити Ме Рі цей вибір, чи вистачить їй на це досвіду…

## Акторський склад

### Головні ролі
- Мун Гин Йон — у ролі Вї Ме Рі[1]. Дівчина яка не маючи досвіду серйозних стосунків, змушена обирати між двома чоловіками.
- Чан Гин Сок — у ролі Кан Му Гьоля[2]. Молодий соліст музичного гурту, якому через відсутність прикладу добрих родинних відносин важко розібратися зі своїми почуттями.
- Кім Че Ук[en] — у ролі Бьон Чон Іна[3]. Молодий директор агентства JI Entertainment, якому дуже сподобалася Ме Рі.
- Кім Хьо Чжін[en] — у ролі Со Чжун. Акторка, колишня дівчина Му Гьоля.

### Батьки головних героїв
- Пак Чун Гю[en] — у ролі Бьон Чон Сука. Батько Чон Іна, та друг Ві Де Хана.
- Пак Сан Мьон[en] — у ролі Вї Де Хана. Батько Ме Рі. Збанкрутілий бізнесмен, який хоче підправити своє фінансове становище видавши заміж свою єдину доньку за сина впливового бізнесмена.
- Лі А Хьон[en] — у ролі Кам Со Йон. Мати Му Гьоля, яка народила сина в 17 років але так і не змогла стати гарною матір'ю.

### Інші
- Сім І Йон[en] — у ролі директора Пан. Колишня агент Му Гьоля.
- Лі Сон Хо[en] — у ролі Лі Ана.
- Лі Ин — у ролі Со Ри. Подруга Мі Ре.
- Кім Мін Гю — у ролі Рі Но. Один з членів музичного гурту.
- Гим Хо Сок — у ролі Йо Хана. Один з членів музичного гурту.
- Юн Ю Сон[en] — у ролі Лі Кан Хьона.
- Кім Хе Рім — у ролі Чі Хе.

## Рейтинги
- Найнижчі рейтинги позначені синім кольором, а найвищі — червоним кольором.

| Серія | Прем'єра          | Рейтинг        | Рейтинг      | Рейтинг        | Рейтинг     |
| Серія | Прем'єра          | TNmS Ratings   | TNmS Ratings | AGB Nielsen    | AGB Nielsen |
| Серія | Прем'єра          | По всій країні | Сеул         | По всій країні | Сеул        |
| ----- | ----------------- | -------------- | ------------ | -------------- | ----------- |
| 1     | 8 листопада 2010  | 6,7 %          | 7,3 %        | 8,5 %          | 9,7 %       |
| 2     | 9 листопада 2010  | 7 %            | 7,3 %        | 8 %            | 8,5 %       |
| 3     | 15 листопада 2010 | 8,8 %          | 8,7 %        | 9 %            | 9,8 %       |
| 4     | 16 листопада 2010 | 7 %            | 7,1 %        | 8,8 %          | 9,6 %       |
| 5     | 22 листопада 2010 | 7,1 %          | 7,2 %        | 7,8 %          | 7,6 %       |
| 6     | 29 листопада 2010 | 6,6 %          | 7,2 %        | 6,6 %          | 7,7 %       |
| 7     | 30 листопада 2010 | 7,1 %          | 7,4 %        | 6,7 %          | 7 %         |
| 8     | 6 грудня 2010     | 5,6 %          | 6,7 %        | 7,9 %          | 8,8 %       |
| 9     | 7 грудня 2010     | 5,1 %          | 6,5 %        | 5,7 %          | 6,9 %       |
| 10    | 13 грудня 2010    | 5,6 %          | 6,9 %        | 6,1 %          | 7,1 %       |
| 11    | 13 грудня 2010    | 6,1 %          | 7,2 %        | 8,4 %          | 8,6 %       |
| 12    | 14 грудня 2010    | 5 %            | 6,8 %        | 6,3 %          | 7,5 %       |
| 13    | 20 грудня 2010    | 5,9 %          | 6,9 %        | 6,4 %          | 7,8 %       |
| 14    | 21 грудня 2010    | 5,9 %          | 6,8 %        | 6,6 %          | 7,5 %       |
| 15    | 27 грудня 2010    | 5,3 %          | 6,6 %        | 5,9 %          | 6,7 %       |
| 16    | 28 грудня 2010    | 6,6 %          | 7,4 %        | 7,3 %          | 8 %         |

## Сприйняття
Незважаючи на низькі рейтинги на батьківщині (в серіалі після десятої серії навіть змінився сценарист), серіал мав величезний успіх в Японії. Незабаром після прем'єри в Кореї, серіал транслював один з кабельних телеканалів Японії, пізніше відбулася трансляція на загальнонаціональному каналі. В Японії серіал також вийшов на DVD, все це посприяло підвищенню популярності акторів виконавців головних ролей у цьому серіалі в Країні висхідного сонця.

## Нагороди
| Рік  | Нагорода                               | Категорія                 | Отримувач                  | Результат | Примітки |
| ---- | -------------------------------------- | ------------------------- | -------------------------- | --------- | -------- |
| 2010 | Премія Yahoo! Asia Buzz                | Нагорода Female Buzz Star | Мун Гин Йон                | Перемога  | [ 9 ]    |
| 2010 | 24-та Премія KBS драма                 | Нагорода Netizen's        | Чан Гин Сок                | Перемога  | [ 10 ]   |
| 2010 | 24-та Премія KBS драма                 | Нагорода за популярність  | Мун Гин Йон                | Перемога  | [ 10 ]   |
| 2010 | 24-та Премія KBS драма                 | Краща пара                | Чан Гин Сок та Мун Гин Йон | Перемога  | [ 10 ]   |
| 2011 | 6-та Сеульська міжнародна премія драми | Видатна корейська акторка | Мун Гин Йон                | Перемога  | [ 11 ]   |
| 2011 | 6-та Сеульська міжнародна премія драми | Відмінна корейська драма  | «Одружись зі мною, Ме Рі»  | Перемога  | [ 11 ]   |